# 加尼爾 (蒙大拿州)
加尼爾（英語：Garneill）是位於美國蒙大拿州弗格斯縣的非建制地區。

## 歷史
加尼爾的郵局於1899年設立，其後於2001年停運。

## 地理
加尼爾所處的海拔為高於海平面1347米（即4419英呎），而該地所採用的時區為UTC-6，即北美山地時區（MST）。同時該地設有夏令時間，為UTC-7調快一小時，即UTC-6（MDT）。